# Pyrèthre de Dalmatie
Tanacetum cinerariifolium
Pour les articles homonymes, voir Pyrèthre.
Espèce
Classification phylogénétique
Statut de conservation UICN

 LC  : Préoccupation mineure

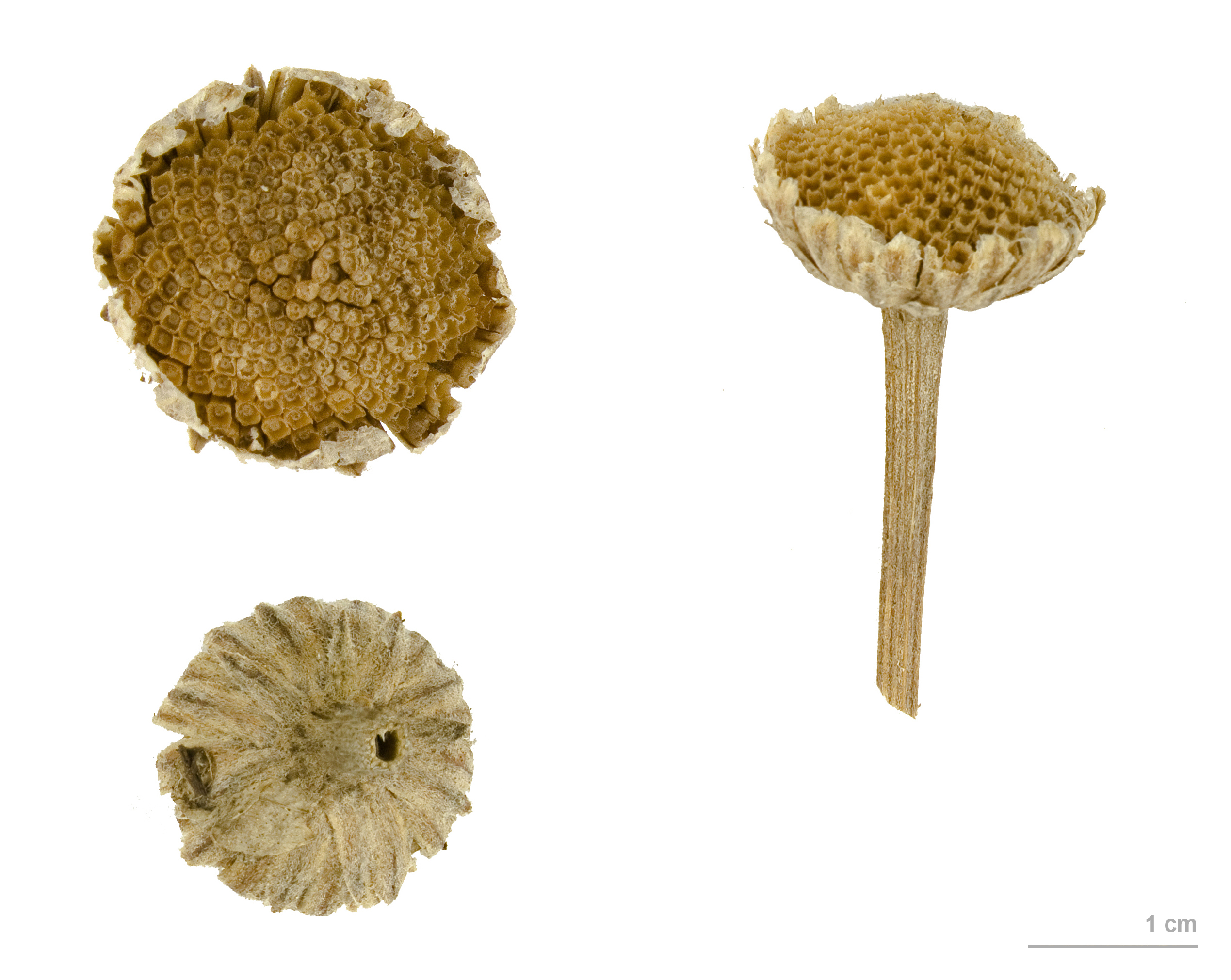
Tanacetum cinerariifolium au Muséum d'histoire naturelle de Toulouse.

Le pyrèthre de Dalmatie (Tanacetum  cinerariifolium) est une espèce de plantes à fleurs de la famille des Asteraceae (Composées), cultivée pour ses fleurs dont on tire une poudre insecticide.
Noms vernaculaires : pyrèthre, pyrèthre de Dalmatie, chrysanthème insecticide, tanaisie à feuilles de cinéraire.
À ne pas confondre avec le pyrèthre d'Afrique (Anacyclus pyrethrum) ou le pyrèthre doré (grande camomille).

## Description
Ce sont des plantes herbacées vivaces de 40 à 60 cm de haut, poussant en touffes à nombreuses tiges portant chacune un capitule terminal. Toute la plante est couverte de poils mous et cotonneux.
Les feuilles sont d'un vert glauque et sont pennatiséquées.
Les fleurs sont groupées en capitules de 4 cm de diamètre, à disque central jaune et à ligules périphériques blanches. Le réceptacle est convexe et entouré d'un involucre cotonneux. Les fleurs centrales (fleurons tubuliflores jaunes) sont hermaphrodites et comportent cinq anthères réunies en un tube traversé par le style. Les fleurs ligulées ont une corolle en languette blanche terminée par trois dents et sont uniquement femelles, les étamines étant transformées en staminodes.
Le fruit est un akène qui ne porte pas d'aigrette.

## Distribution
Le pyrèthre de Dalmatie est une espèce originaire du Sud-Est de l'Europe (Croatie, Monténégro, Albanie). Elle a été largement répandue par la culture, notamment en Europe (Italie, Espagne), au Japon, en Afrique du Nord, au Kenya, au Rwanda (plantations au détriment du parc national des Volcans abritant des gorilles).

## Propriétés
La plante a une certaine importance économique comme source d'insecticide naturel.  Les fleurs sont pulvérisées, et on en extrait les composants actifs, un groupe d'esters appelés pyréthrines (C21H28O3, ou C22H28O5) contenus dans divers tissus mais principalement dans les capitules, qui sont vendus sous forme d'oléorésines. L'application  se fait sous forme de suspension dans l'eau ou dans l'huile, ou sous forme de poudre. Cette poudre était déjà utilisée dans les tranchées par les combattants de la Première Guerre mondiale pour lutter contre les poux. Les pyréthrines attaquent le système nerveux de tous les insectes, et inhibent les moustiques femelles en les empêchant de piquer. À dose inférieure au seuil fatal aux insectes, elles ont toujours un effet répulsif.  Elles sont toxiques pour les poissons, les abeilles et la faune auxiliaire. Elles ne sont pas persistantes car elles sont biodégradables et se décomposent facilement par exposition à la lumière. De ce fait, leur efficacité est moindre que celle des pyréthrinoïdes de synthèse.
Le Kenya était le premier producteur mondial de pyrèthre au début des années 2000, mais la Tanzanie et la Papouasie-Nouvelle-Guinée sont maintenant premiers producteurs.

## Production
| Production en tonnes de fleurs séchées. Données de FAOSTAT (FAO) |       |       |       |       |      |      |      |      |
|                                                                  | 2000  | 2000  | 2005  | 2005  | 2010 | 2010 | 2015 | 2015 |
| Tanzanie                                                         | 1638  | 14%   | 1000  | 9%    | 3065 | 56%  | 6050 | 68 % |
| Papouasie-Nouvelle-Guinée                                        | 850   | 7%    | 1100  | 10%   | 1150 | 21%  | 1178 | 13 % |
| Rwanda                                                           | 420   | 4%    | 225   | 2%    | 7    | -    | 644  | 7 %  |
| Italie                                                           | 300   | 3%    | 300   | 3%    | 300  | 5%   | 300  | 3 %  |
| Kenya                                                            | 8000  | 68%   | 8000  | 72%   | 462  | 8%   | 279  | 3 %  |
| Équateur                                                         | 100   | 1%    | 115   | 1%    | 125  | 2%   | 144  | 2 %  |
| Maroc                                                            | 200   | 2%    | 200   | 2%    | 186  | 3%   | 186  | 2 %  |
| Tunisie                                                          | 200   | 2%    | 200   | 2%    | 172  | 3%   | 166  | 2 %  |
| Total                                                            | 11708 | 100 % | 11140 | 100 % | 5467 | 100% | 8947 | 100% |

## Synonymes
- Chrysanthemum cinerariifolium (Trevir.) Vis.
- Pyrethrum cinerariifolium Trevir.